# Église des Carmes du Pont-de-Beauvoisin
L'église des Carmes est l'église du couvent des Carmes (devenue paroissiale en 1803) du Pont-de-Beauvoisin en Savoie.
Cette église fait l’objet d’un classement au titre des monuments historiques depuis le 16 octobre 1992.

## Histoire
Les premiers travaux datent de 1419 et le couvent fut construit pour accueillir une communauté religieuse de Carmes depuis Aix-en-Provence. Les conflits entre Dauphinois et Savoyards (la ville étant située sur la frontière entre les deux régions à l'époque) ralentirent les travaux et le couvent fut incendié une première fois en 1454. Le seigneur local Jacques de Clermont et son épouse Anne de Varax dotent alors l'exercice du culte et aident à sa reconstruction et  Guillaume Oysellet, prieur de Saint-Béron, finance le portail (cartouche en façade daté de 1497).
En 1506 les conflits religieux détruisent l'église qui est alors toujours conventuelle (1506).
En 1565, le couvent est pillé, les religieux pendus aux barreaux de leurs cellules par le baron des Abrets.
Diverses restaurations redresseront et remanieront l'ensemble, en 1615, 1670 et au XIXe siècle qui vit l'église devenir paroissiale par  l'adjonction du clocher actuel remanié après le  concordat de 1801 ; elle est alors depuis   le 4 août 1803, désignée sous l'appellation  officielle de Notre-Dame de l’Assomption.
On doit sa restauration à Emmanuel Crétet, natif de la ville,  premier ministre de l'intérieur de Napoléon Bonaparte, et qui, avec son frère Henry Cretet,  maire de la ville, protégèrent les édifices (qui n'eurent jamais qu'entre huit et quinze religieux présents, lesquels partirent à la suite du massacre des Carmes de Paris en 1792).
Aujourd'hui la salle capitulaire du couvent est devenue une des salles de réunion de la mairie de la ville.

## Architecture
Son architecture est particulière avec nef à un seul collatéral, typique des ordres mendiants. Austère comme église conventuelle avec les seuls portraits des bienfaiteurs, elle est ornée de fresques et de vitraux en 1844 après sa transformation  en église paroissiale :
- Chapelle des Dix Mille Martyrs (restaurée).
- Fresques (datant de 1844 et classées en 1987) sur les 2 800 m2 des murs et des voûtes,  effectuées par les deux frères Alonzo et Giuseppe Antonio Avondo, décorateurs d'église piémontais (La Descente de Croix et le Christ de Gethsemani sont deux exemples remarquables de leurs travaux ici, des copies d'œuvres de Gaudenzio Ferrari).
- Vitraux du XIXe siècle :
  - Du chœur : personnages bibliques sur les deux des côtés, Assomption de la  Vierge au centre.
  - Saint Simon Stock recevant le scapulaire  avec la Vierge vêtue de vert (inhabituel).
- Tableau de Jacques de Clermont et de son épouse Jeanne de Poitiers, donateurs honorés par un blason.
- Pavement à 45 pierres tumulaires, dalles gravées.
- Pierres tombales de nobles, dont celle du noble Jean Louis, curiosité comportant deux pistolets. Celles de Henri Crétet (frère d'Emmanuel Crétet), Jean de Montbel, de Anne de Varax, de Charles-Gabriel Pravaz.

## Vues

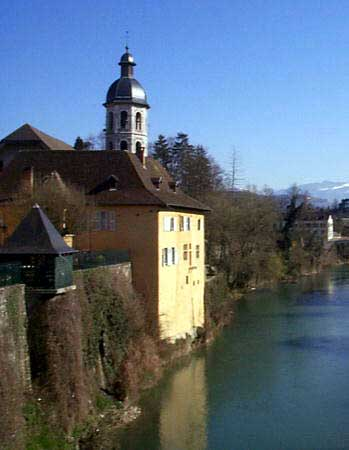
L'église depuis le pont François Ier
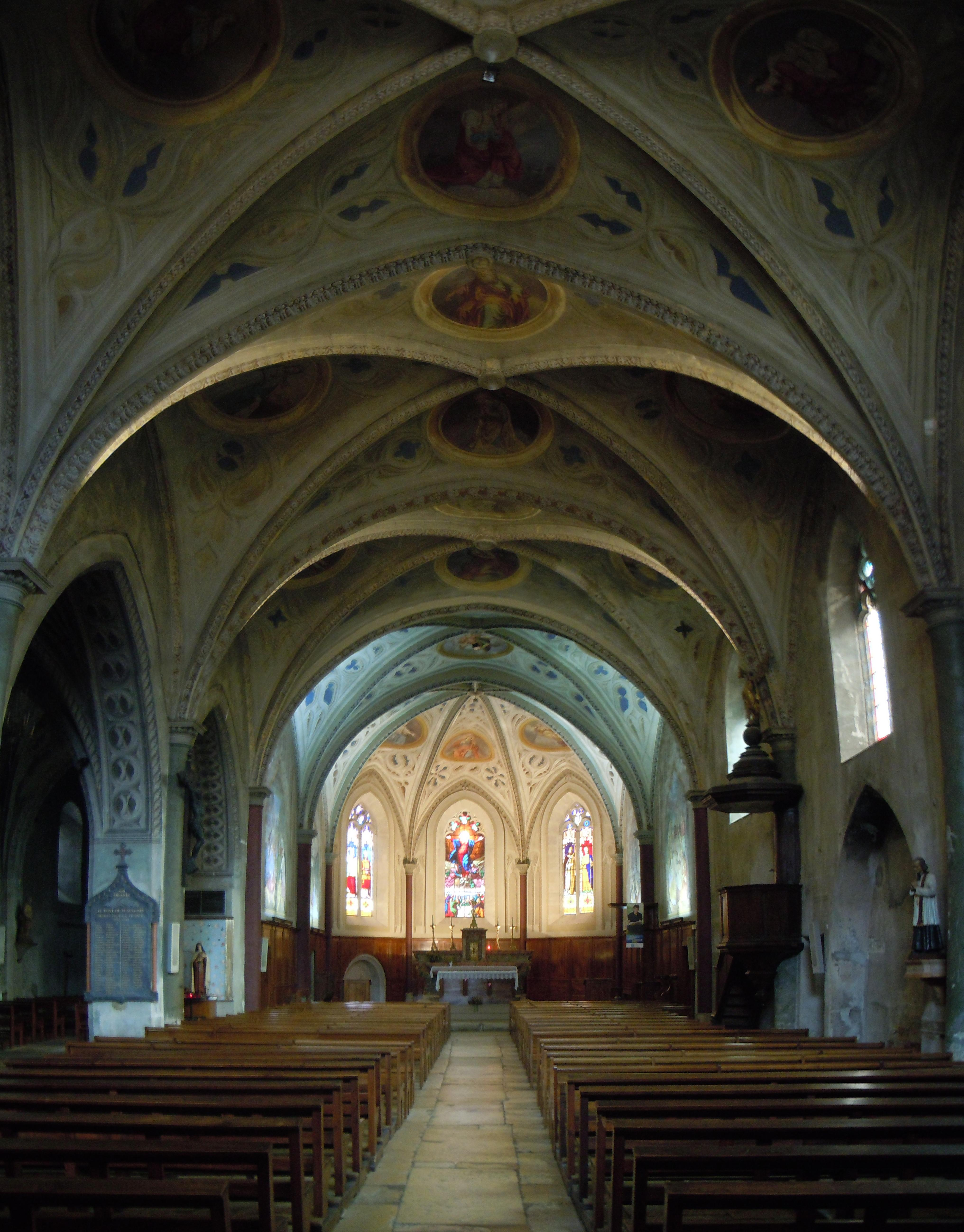
Vue de la nef.
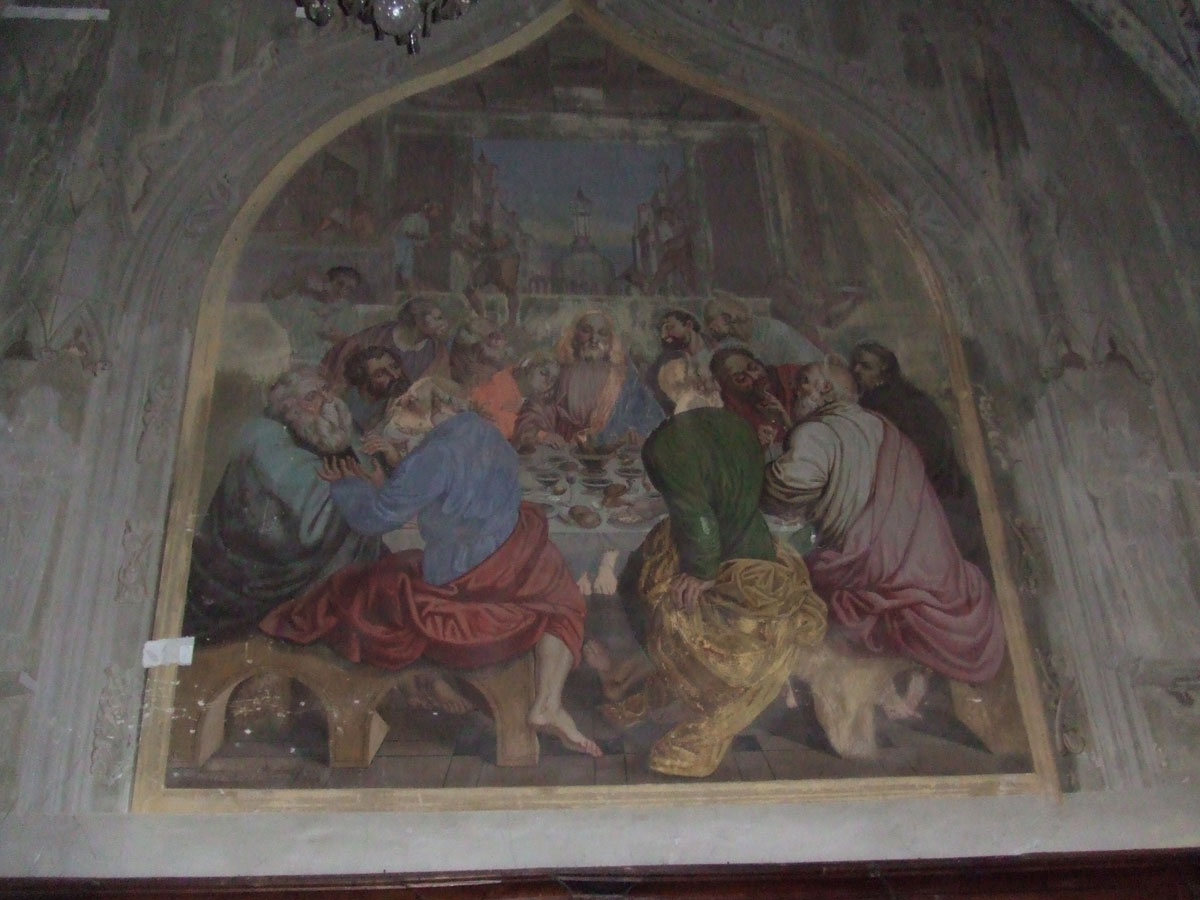
Fresque des frères Avondo : La Cène.
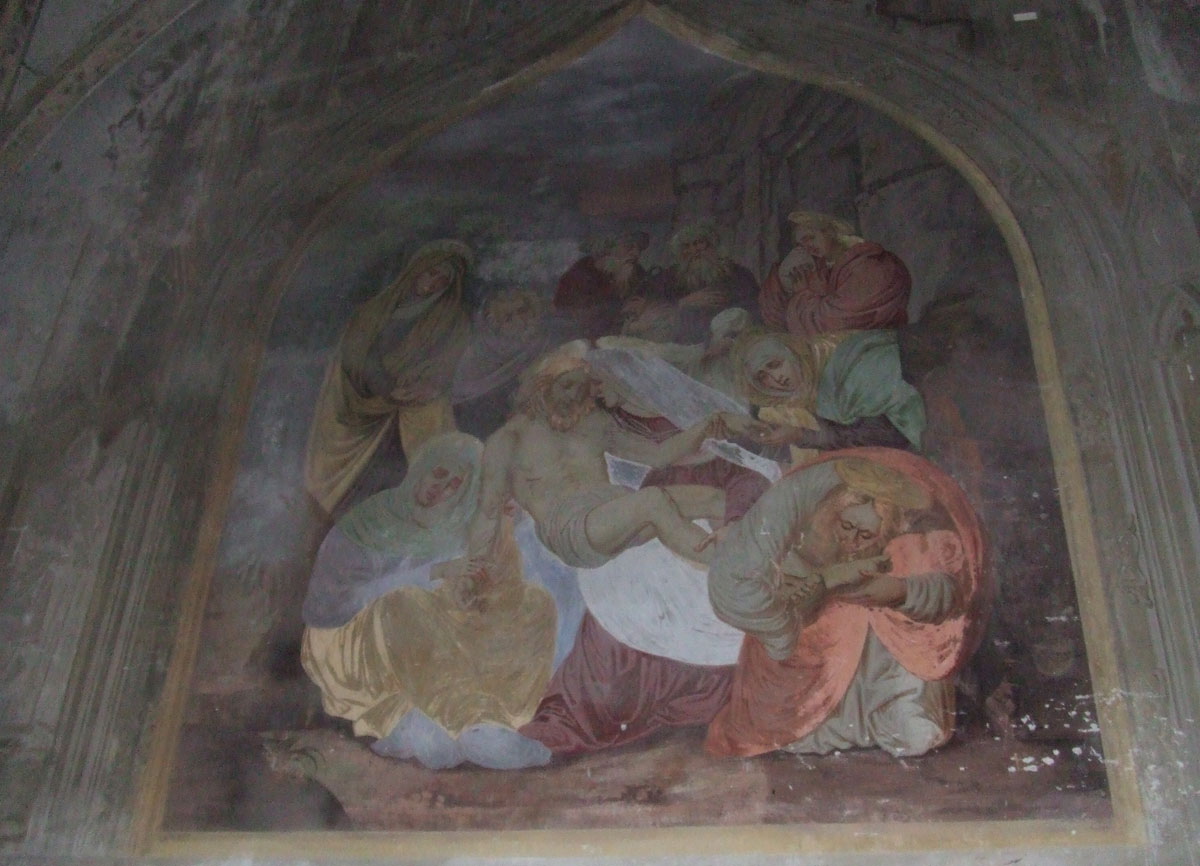
Fresque des frères Avondo : Déposition du Christ.

## Source Saint-Félix et le passage des Carmes

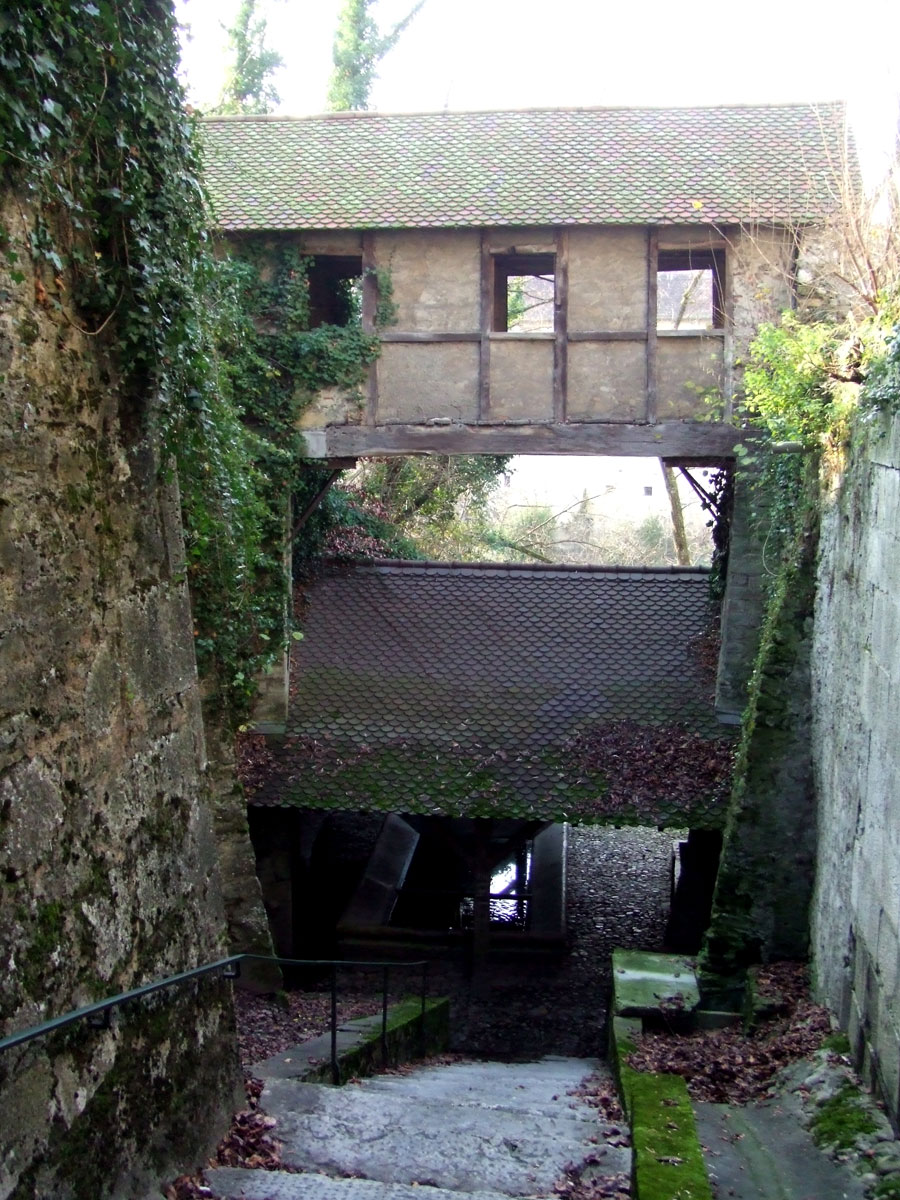
Le passage des Carmes et la source Saint-Félix.

La source qui jaillit sous le chœur de l’église fut aménagée par les moines et ses eaux captées pour les pèlerinages (qui perdurèrent jusqu'à la Première Guerre mondiale).

### Sources documentaires
- Ouvrages de l'association locale Mémoires des pays du Guiers, par Jean-Pierre Blazin